# Meramec River
Der Meramec River ist mit einer Länge von rund 350 km einer der längsten nicht regulierten Wasserläufe in Missouri.
Er entspringt im Mark Twain National Forest nordwestlich von Bunker und fließt durch sechs Countys des Ozark-Plateaus: Dent, Phelps, Crawford, Franklin County, Jefferson und St. Louis County, bevor er sich bei Arnold und Oakville in den Mississippi River entleert. Der Höhenunterschied zwischen der Quelle und der Mündung beträgt 313 m. Das Einzugsgebiet des Meramec Rivers erstreckt sich außerdem noch auf Teile von acht weiteren Countys: Maries, Gasconade, Iron, Washington, Reynolds, St. Francois, Ste. Genevieve und Texas County. Insgesamt umfasst es etwa 10.300 km². Der Fluss ist ganzjährig von Maramec Spring, direkt südlich von St. James und der Mündung mit Wasserfahrzeugen befahrbar. Die Größe des Flusses nimmt am Zusammenfluss mit dem Dry Fork zu.

## Geschichte
Der erste Europäer am Fluss war der französische Jesuitenpater Jacques Gravier, der 1699–1700 das Gebiet bereiste. Er beschrieb die Bedeutung des Namens in der Algonkin-Sprache als „Fluss der hässlichen Fische“ oder „hässliches Wasser“. Frühe Namensvarianten waren „Mearamigoua“, „Maramig“, „Mirameg“, „Meramecsipy“, „Merramec“, „Merrimac“, „Mearmeig“ und „Maramecquisipi“. Schon früh wurde der Fluss ein wichtiger Transportweg für industrielle  Rohstoffe und Güter wie Blei, Eisen und Bauholz, die mit Flachbooten und Dampfern mit nur geringem Tiefgang flussabwärts verschifft wurden.
Heute wird der Fluss kommerziell durch Flusskreuzfahrtschiffe und von Barken zur Beförderung von Sand und Kies genutzt. Er wird auch mit Kanus befahren und von Fähren überquert. Zahlreiche Wege führen am Fluss und seinen Klippen entlang und ermöglichen dem Wanderer einen Blick auf Enten, Reiher, Biber und andere wildlebende Tierarten.
Einst gehörte zu den am stärksten verschmutzten Gewässern in Missouri. Lokale und staatliche Behörden haben am Fluss umfassende Schritte unternommen, um den Fluss zu säubern. Er gehört heute zu den artenreichsten Gewässern des Bundesstaates. Zu den im Fluss vorkommenden Fischarten gehören die zu den Sonnenbarschen gehörenden Arten Pomoxis annularis („black crappie“) und Pomoxis nigromaculatus („white crappie“), die Katzenwelsarten Ictalurus punctatus und Pylodictis olivaris, Forellenbarsch, Löffelstöre, Regenbogenforelle, Forelle, Steinbarsch, Schwarzbarsch, Glasaugenbarsch, auch das Vorkommen von Süßwassermuscheln ist vielfältig. Die gefährdete Salamanderart Schlammteufel (Cryptobranchus alleganiensis alleganiensis) lebt im Fluss.
Maramec Spring ist die fünftstärkste Quelle in Missouri. Im Maramec Spring Park südlich von St. James befinden sich einige historische Eisenwerke und Forellenfischereien.

## Meramec Basin Project

Diese Karte zeigt die Ausmaße des geplanten Stausees.

Der frei fließende Meramec River entging mehrfach knapp dem Bau von Staumauern durch das United States Army Corps of Engineers. Der Kongress der Vereinigten Staaten genehmigte als Ergebnis schwerer Überschwemmungen in den Jahren 1927 und 1937 im Jahr 1938 mehrere Staudammprojekte im Einzugsgebiet des oberen Mississippi Rivers und am Meramec River. Der Zweite Weltkrieg unterbrach diese Bemühungen. Die Pläne wurden aufgeschoben und verändert, doch das Meramec Basin Project kam in den 1960er Jahren schließlich ins Rollen. Der Hauptdamm sollte bei Sullivan gebaut werden, im Meramec State Park, einige weitere Staudämme sollten weiter stromaufwärts entstehen. Diese Pläne stießen bei der Umweltschutzbewegung, die in den 1960er und 1970er Jahren immer mehr an Bedeutung gewann, ebenso auf Gegenwehr wie bei den am Fluss Erholung suchenden. Der Kollaps des Teton-Staudammes im Jahr 1976 führte zu einer Zunahme der Zweifel in der Öffentlichkeit an dem Sinn des Projektes.
Basisdemokratische Opposition zwang Politiker, die ursprünglich für das Projekt gestimmt hatten, ihren Standpunkt neu zu positionieren. Auf Antrag der Senatoren Jack Danforth und Thomas Eagleton ließ der Gouverneur des Bundesstaates Missouri, Kit Bond, ein unverbindliches Referendum in zwölf betroffenen Countys zu. Am 8. August 1978 stimmten 64 Prozent der Wähler gegen das Projekt. Zwar hatte des Referendum keine rechtliche Bedeutung, führte jedoch dazu, dass der Kongress die Angelegenheit neu debattierte.  Unter Präsident Jimmy Carter wurden die Gelder für das Projekt gestrichen und 1981 unterzeichnete sein Nachfolger Ronald Reagan das Gesetz, mit dem das Projekt gestoppt wurde. Es war das erste Projekt des Army Corps of Engineers, das nach Baubeginn eingestellt wurde, und stellte somit einen wichtigen Sieg für die Umweltschutzbewegung in den Vereinigten Staaten dar.